# 대니 윌리엄스
대니 윌리엄스(Danny Williams, 1989년 3월 8일 ~ )는 독일 태생의 미국의 전 축구 선수이다.